# Caradrina vicina
Caradrina vicina là một loài bướm đêm trong họ Noctuidae.